# Aleksandr Szkilow
Aleksandr Nikitycz Szkilow (ros. Александр Никитич Шкилёв, ur. w 1889, zm. 10 sierpnia 1914) – szablista reprezentujący Rosję, uczestnik igrzysk w Sztokholmie w 1912 roku, gdzie wystartował w indywidualnym i drużynowym turnieju szablistów.